# Rubén Jurado
Rubén Jurado Fernández (ur. 25 kwietnia 1986 w Sewilli) – hiszpański piłkarz grający na pozycji napastnika w klubie AEL Limassol.

## Kariera
Jest wychowankiem Sevilla FC. W latach 2004–2006 występował w CF Utrera. Następnie reprezentował rezerwy rodzimego klubu. Od 2006 roku, przez jeden sezon grał w CF Mairena. Później występował w barwach CP Berja, Hellín Deportivo oraz CP Cacereño (6 goli w 33 spotkaniach sezonu 2009/10). W międzyczasie powrócił na krótki okres do Maireny. W 2011 roku został zawodnikiem UD Almansa.
Po półrocznym pobycie w zespole z Almansy, postanowił wyjechać z kraju. W połowie 2011 roku podpisał kontrakt z Piastem Gliwice. Na koniec rozgrywek wywalczył wraz z klubem awans do Ekstraklasy, będąc jednym z najskuteczniejszych zawodników drużyny. 1 lipca 2015 roku został zawodnikiem rumuńskiego ASA Tirgu Mures. Swoją przygodę z Rumunią dość szybko zakończył bo po zaledwie półtora miesiąca i 4 rozegranych meczach przeniósł się do hiszpańskiego trzecioligowca Atletico Baleares. Po grze w swoim rodzimym kraju, swoją karierę kontynuował w Polsce. Po powrocie prezentował on barwy Arki Gdyni. Kolejnym jego przystankiem był Cypr. 4 lipca 2018 roku został zawodnikiem AEL-U Limassol.

## Sukcesy
- I liga: 2011/12